# KCNJ14
KCNJ14 (англ. Potassium voltage-gated channel subfamily J member 14) – білок, який кодується однойменним геном, розташованим у людей на короткому плечі 19-ї хромосоми. Довжина поліпептидного ланцюга білка становить 436 амінокислот, а молекулярна маса — 47 846.
| 10         |  | 20         |  | 30         |  | 40         |  | 50         |
| ---------- |  | ---------- |  | ---------- |  | ---------- |  | ---------- |
| MGLARALRRL |  | SGALDSGDSR |  | AGDEEEAGPG |  | LCRNGWAPAP |  | VQSPVGRRRG |
| RFVKKDGHCN |  | VRFVNLGGQG |  | ARYLSDLFTT |  | CVDVRWRWMC |  | LLFSCSFLAS |
| WLLFGLAFWL |  | IASLHGDLAA |  | PPPPAPCFSH |  | VASFLAAFLF |  | ALETQTSIGY |
| GVRSVTEECP |  | AAVAAVVLQC |  | IAGCVLDAFV |  | VGAVMAKMAK |  | PKKRNETLVF |
| SENAVVALRD |  | HRLCLMWRVG |  | NLRRSHLVEA |  | HVRAQLLQPR |  | VTPEGEYIPL |
| DHQDVDVGFD |  | GGTDRIFLVS |  | PITIVHEIDS |  | ASPLYELGRA |  | ELARADFELV |
| VILEGMVEAT |  | AMTTQCRSSY |  | LPGELLWGHR |  | FEPVLFQRGS |  | QYEVDYRHFH |
| RTYEVPGTPV |  | CSAKELDERA |  | EQASHSLKSS |  | FPGSLTAFCY |  | ENELALSCCQ |
| EEDEDDETEE |  | GNGVETEDGA |  | ASPRVLTPTL |  | ALTLPP     |  |            |

A: Аланін

C: Цистеїн

D: Аспарагінова кислота

E: Глутамінова кислота

F: Фенілаланін

G: Гліцин

H: Гістидин

I: Ізолейцин

K: Лізин

L: Лейцин

M: Метіонін

N: Аспарагін

P: Пролін

Q: Глутамін

R: Аргінін

S: Серин

T: Треонін

V: Валін

W: Триптофан

Кодований геном білок за функціями належить до іонних каналів, потенціалзалежних каналів. 
Задіяний у таких біологічних процесах, як транспорт іонів, транспорт, транспорт калію. 
Білок має сайт для зв'язування з калію. 
Локалізований у мембрані.